# Clion (Charente-Maritime)
Clion is een gemeente in het Franse departement Charente-Maritime (regio Nouvelle-Aquitaine) en telt 723 inwoners (1999). De plaats maakt deel uit van het arrondissement Jonzac. In de gemeente ligt spoorwegstation Clion-sur-Seugne.

## Geografie
De oppervlakte van Clion bedraagt 15,8 km², de bevolkingsdichtheid is 45,8 inwoners per km².
De onderstaande kaart toont de ligging van Clion (Charente-Maritime) met de belangrijkste infrastructuur en aangrenzende gemeenten.

## Demografie
Onderstaande figuur toont het verloop van het inwonertal (bron: INSEE-tellingen).